# 米諾特角
米諾特角（英語：Minot Point）是南極洲的海岬，位於帕默群島的布拉班特島西岸，處於帕里山以西6公里，該山峰根據英國公司拍攝的空中照片被繪入地圖，以美國物理學家命名。
64°16′S 62°31′W / 64.267°S 62.517°W